# Доброводівська сільська рада (Монастириський район)
Доброво́дівська сільська́ ра́да — адміністративно-територіальна одиниця та орган місцевого самоврядування в Монастириському районі Тернопільської області. Адміністративний центр — село Доброводи.

## Загальні відомості
- Територія ради: 2,496 км²
- Населення ради: 726 осіб (станом на 2001 рік)
- Територією ради протікає річка Добровідка

## Населені пункти
Сільській раді були підпорядковані населені пункти:
- с. Доброводи

## Склад ради
Рада складалася з 15 депутатів та голови.
- Голова ради: Хребтак Марія Іванівна
- Секретар ради: Вартовник Марія Павлівна

### Керівний склад попередніх скликань
| Прізвище, ім'я, по батькові | Основні відомості                                                               | Дата обрання | Дата звільнення |
| --------------------------- | ------------------------------------------------------------------------------- | ------------ | --------------- |
| Хребтак Марія Іванівна      | Сільський голова, 1959 року народження, освіта середня спеціальна, позапартійна | 26.03.2006   | 31.10.2010      |
| Хребтак Марія Іванівна      | Сільський голова, 1959 року народження, освіта середня спеціальна, позапартійна | 31.10.2010   |                 |

Примітка: таблиця складена за даними сайту Верховної Ради України

### Депутати
За результатами місцевих виборів 2010 року депутатами ради стали:

#### За суб'єктами висування
| Суб'єкт висування | Кількість обраних депутатів | %   |
| ----------------- | --------------------------- | --- |
| Самовисування     | 15                          | 100 |

#### За округами
| № округу | Прізвище, ім'я, по батькові   | Дата визнання обраним | Освіта             | Партійна приналежність | Відомості про обраного депутата                              |
| -------- | ----------------------------- | --------------------- | ------------------ | ---------------------- | ------------------------------------------------------------ |
| 1        | Крайняк Іван Іванович         | 02.11.2010            | середня спеціальна | позапартійний          | тимчасово не працює                                          |
| 2        | Хомецький Андрій Петрович     | 02.11.2010            | середня спеціальна | позапартійний          | тимчасово не працює                                          |
| 3        | Русин Віктор Богданович       | 02.11.2010            | середня спеціальна | позапартійний          | тимчасово не працює                                          |
| 4        | Вартовийк Марія Павлівна      | 02.11.2010            | вища               | позапартійна           | Доброводівська сільська рада, секретар                       |
| 5        | Крайняк Сергій Іванович       | 02.11.2010            | середня спеціальна | позапартійний          | Львівська політехніка, студент                               |
| 6        | Книш Віталій Михайлович       | 04.01.2011            | середня спеціальна | позапартійний          | тимчасово не працює                                          |
| 7        | Гнип Ігор Орестович           | 02.11.2010            | вища               | позапартійний          | тимчасово не працює                                          |
| 8        | Головач Іван Ярославович      | 02.11.2010            | вища               | позапартійний          | тимчасово не працює                                          |
| 9        | Хомецький Василь Миколайович  | 02.11.2010            | середня спеціальна | позапартійний          | тимчасово не працює                                          |
| 10       | Островський Іван Миколайович  | 02.11.2010            | середня спеціальна | позапартійний          | тимчасово не працює                                          |
| 11       | Василишин Тарас Володимирович | 02.11.2010            | середня спеціальна | позапартійний          | тимчасово не працює                                          |
| 12       | Костура Володимир Петрович    | 02.11.2010            | середня            | позапартійний          | тимчасово не працює                                          |
| 13       | Маркович Оксана Михайлівна    | 02.11.2010            | середня спеціальна | позапартійна           | Монастириський маслозавод, приймальниця молока               |
| 14       | Хомецький Валерій Іванович    | 02.11.2010            | середня спеціальна | позапартійний          | Тернопільський національний економічний університет, студент |
| 15       | Крегель Ольга Петрівна        | 02.11.2010            | середня спеціальна | позапартійна           | Відпустка по догляду за дитиною до 3-х років                 |